# Ertebøllekultur
Ertebøllekulturen er en kystjægerkultur, der eksisterede i den sydlige del af Skandinavien i jægerstenalderens yngste tid (ca. 5.400 f.Kr – ca. 3.900 f.Kr.). Ertebøllekulturen underinddeles i tidlig ertebølletid (ca 5.400 f.Kr. – 4.800 f.Kr.), mellemste ertebølletid (ca. 4.800 f.Kr. – 4.300 f.Kr.) og sen ertebølletid (ca. 4.300 f.Kr. – ca. 3.900 f.Kr.). Ertebøllekulturen falder tidsmæssigt sammen med atlantisk tid (ca. 7.000 f.Kr. – 3.500 f.Kr.), hvor isens afsmeltning i Skandinavien var afsluttet og vandstanden i havet omkring tre meter højere end nu, så en del af de i dag landfaste områder i landets nordlige del var overskyllet af havet (kaldet Littorinahavet efter strandsneglen Littorina littorea). Temperaturen var om sommeren 20 °C og om vinteren omkring frysepunktet. Derimod er en del af landets sydlige områder, der var landfaste, siden blevet dækket af havet ved den landsænkning, der her var en afledt virkning af, at isens pres forsvandt. Ertebøllekulturen træder i stedet for kongemosekulturen og skal givetvis ses som en tilpasning til de ændrede klimabetingelser og levevilkår.
Ertebøllekulturen blev opdaget i 1849, da der i en skaldynge ved Meilgård på Djursland blandt andet blev fundet en kam af ben foruden andre levn fra menneskelig virksomhed. Begrebet opnåede arkæologisk anerkendelse i 1850, da arkæologen Jens Jacob Asmussen Worsaae, professor i zoologi i København Japetus Steenstrup og geologen Johan Georg Forchhammer foretog en fælles udgravning af en skaldynge ved Krabbesholm i det nordvestlige Jylland. Forskerne konkluderede, at skaldyngerne og de levn fra menneskelig virksomhed, der blev fundet i dem, måtte stamme fra en særegen jæger- og samlerlivsform.
Ertebøllekulturen er opkaldt efter den store skaldynge, også kaldet køkkenmødding, der blev fundet ved Ertebølle ved Limfjorden. Der kendes mere end 200 af disse skaldynger alene i Danmark.

## Livsform
Ertebøllekulturens udøvere var overvejende en kystkultur af jægere, fiskere og samlere, hvis mest udtalte efterladenskaber var store østersskaldynger, køkkenmøddinger, først og fremmest fundet i landets nordlige egne (Limfjorden, Jyllands østkyst, Stavns Fjord på Samsø, Fyns nordkyst, Sjællands vest- og nordkyst – herunder Isefjorden, Roskilde fjord og Øresund). Beliggenheden af disse skaldynger var til dels betinget af de naturgivne forhold, idet havet på de omtalte steder havde en saltholdighed, der gav østers levemulighed. Skaldyngerne kan være ganske store: Skaldyngen ved Ertebølle er ca. 140 m lang, ca. 20 m bred og ca. 1,9 m tyk, mens en skaldynge ved Bjørnsholm er ca. 325 m lang, 10–15 m bred og ca. 1,2 m tyk.
Foruden indsamling af østers og muslinger i sommermånederne drev ertebøllefolket jagt i indlandet på kronhjort, bæver, rådyr, vildsvin, vildkat, los, ræv, odder og ulv, ved havet drev de jagt på svaner og ænder, og i havet jog de øresvin og spækhugger, marsvin og gråsæler samt fiskede ål, hornfisk, torsk og lignende. Ved Skateholm i Skåne har fiskearter som gedde, ål, skalle og aborre, af fugle gråand, både Stor- og Toppet skallesluger og havørn, af pattedyr sæl, vildsvin, kronhjort, mår, odder og bæver indgået i kosten. Kosten var alsidig og kunne afveksle fra sted til sted beroende på de stedlige forhold. Foruden kød har dyrene leveret skind og ben til redskaber som til skafter. En betydelig del af jagten er sket med bue og pil. Buerne er lavet af elm, 160–170 cm lange og med håndgreb midtpå. Pilene forekom i to udformninger: en tværpil med spids af flint og en pil uden spids men med et afrundet hoved; sidstnævnte formodes anvendt til jagt på mindre pelsdyr, hvor man tilstræbte at undgå at skade skindet. Fiskeriet er sket med krog, lystre og ruser. Andre redskaber, pilespidser, bor, flækker og skrabere til bearbejdning af skind blev lavet af flint ved slagbearbejdning. Blandt husgeråd af ler kan nævnes en spæklampe og spidsbundede lerkar, der må have hvilet på støttesten for at holde sig oprejst. Nævnes bør den ovenfor omtalte firetandede kam , der – med Geoffrey Bibbys ord – "er et tegn på en helt tidløs kvindelig forfængelighed. Vi kan se de lange lokker, der stråler gyldent i lyset fra spæklampen, når den lille kam karter det filtrede hår efter dagens arbejde".

## Antropologi
Undersøgelser har vist, at knoglernes isotopsammensætning for datidens mennesker er omtrent den samme, som man kender den fra nogle grupper af eskimoer, der levede fortrinsvis af havpattedyr. Gennemsnitshøjden for mænd var ca. 166 cm og for kvinder ca. 154 cm. De ældste, der var begravede i Vedbæk, var henved 50 år gamle.

## Boliger
Der er ikke fundet spor af boliger på østersdyngerne, og det vides ikke, om østersdyngebopladserne kun var sommerbopladser eller var beboede hele året. Et fund af en østersskal ved Ringkloster i Østjylland henved 10 km fra kysten tyder imidlertid på, at kystjægerne også har opholdt sig i indlandet i perioder. Ved Skateholm er fundet spor, der er tolket som rishytter, hvoraf de største er 11 x 6 m.

## Begravelser
Derimod har man fundet gravpladser (bl.a. ved Bøgebakke, ved Strøby Egede (Strøbygraven), ved en tidligere fjord ved Vedbæk og ved Skateholm i Skåne). Disse fund afspejler flere forhold ved Ertebøllekulturen. For det første tyder begravelserne på, at man levede i indbyrdes adskilte kernefamilier med en fader, en moder og deres børn. I en grav lå et barn således mellem forældrene, i en anden er en moder begravet med sit barn (der var lagt på en svanevinge); flere grave med ægtefæller og/eller børn og voksne kendes. For det andet viser de omhyggelige begravelser den omsorg, de inden for stammesamfundet viste de døde. I nogle tilfælde var begravelsen sket i et skind eller på et kronhjortegevir. På Skateholm, hvor det er muligt at udskille to faser, er det fastslået, at begravelse med gevir tilhører den ældre begravelsesfase. I de fleste af gravene er der fundet spor af okker. En del af de døde har fået våben (flækkekniv, flintægdolk) samt smykker (tandperler, gennemborede fortænder fra kronhjort og vildsvin, sneglehuse) med i graven. Selv spædbørn er omhyggeligt begravede. Selve gravformen er uens på de to gravpladser: ved Vedbæk synes begravelse af den døde udstrakt på ryggen og med armene ned langs siden at være den helt fremherskende begravelsesmåde, mens ved Skateholm synes en begravelse på siden – ofte i sammenbøjet stilling – at optræde ligeså ofte. Denne sidstnævnte begravelsesmåde synes at høre hjemme i en yngre fase af begravelserne. Ingen af gravpladserne har en fast orientering af gravene, omend de i Vedbæk fortrinsvis var mere eller mindre øst-vestrettede, hvorimod dette ikke ses i Skateholm. En del af de gravlagte ved Skateholm er blevet brændt, alle var mænd. For det tredje viser det forhold, at flere er begravede inden for samme område, en vis bofasthed. Man har vidst, hvor de var begravede. Endelig vidner en del af de gravlagte om voldsomme stridigheder: en mand var dræbt ved et pileskud i halsen, en anden (fra Skateholm) ved et pileskud i underlivet; to andre voksne havde haft brud på rygsøjlen men overlevet.

## Tamdyr
Hunden var Ertebøllefolkets eneste tamdyr, og på Skateholm er der fundet ti hundegrave, der er fuldt på højde med gravene for mennesker. Det tyder på, at hunden har været værdsat. Hunderacen synes at ligne nutidens grønlandshunde.

## Fartøjer
Ertebøllefolkets fartøjer var stammebåde af lind. De kendes bl.a. fra Tybrind Vig på Vestfyn. Stammebådene var henved 10 m lange, med spidsoval stævn, flad bund og forholdsvis rette sider. Bunden var 3–5 cm tyk, siderne 1–2 cm tykke, opadtil afsluttede af en afrundet, fortykket ræling. Agterstavnen var ca. 60 cm bred. Fund viser, at man har foretaget sejladsen ved hjælp af bredbladede, nærmest hjerteformede årer af asketræ, hvoraf en var smukt dekoreret med et symmetrisk motiv. Stammebåden kunne rumme 6-8 personer svarende til en familie eller en jagtgruppe. I bådens agterende fandtes et lille ildsted, der kan hænge sammen med åleblusning.

## Urskoven som råvarekilde
I indlandet var urskov fremherskende. Mest fremtrædende var lind og tiden kaldes derfor også Ældre Lindetid, men også elm, eg, birk, fyr og hassel prægede skoven. Den tætte skov medførte, at elg og urokse blev sjældnere; i stedet blev kronhjort, rådyr og vildsvin fremherskende. Skoven var fortsat en vigtig fødekilde, men desuden kunne skovens vækster udnyttes i redskabsfremstillingen: Man fældede lind i skoven for at få bast til bl.a. fiskenet, og man huggede hassel for at få grene til fiskeruser og køkkenværktøj.